# كارترية قلبية الشكل
كارترية قلبية الشكل (الاسم العلمي:Carteria cordiformis) هي نوع من النباتات تتبع جنس الكارترية من فصيلة المتلحفات.